# Juan de Loxa
Juan de Loxa (Loja (Granada), 23 d'abril de 1944 - Madrid, 15 de desembre de 2017) va ser un poeta granadí de la generació del 70 més vinculat amb la Beat Generation nord-americana que amb les pròpies tradicions espanyoles, encara que també ha estat deutor del millor de la generació del 27. A més, va ser un enginyós i talentós activista cultural que va ser capaç de dinamitzar la Granada del final del franquisme amb propostes tan atrevides com el programa de ràdio Poesía 70, amb el qual va aconseguir un dels Premis Ondas 1982, i la revista del mateix nom.

## Biografia
Va cursar estudis al Col·legi del Sacromonte, Facultat de Filosofia i Lletres de la Universitat de Granada, Escoles Normals del Magisteri de Granada i Múrcia i Ciències de la Imatge a la Universitat Complutense de Madrid.
Va fundar en 1967 i va dirigir des de llavors, durant més de vint-i-cinc anys, el programa de ràdio Poesia 70, emès per Radio Popular de Granada per a la cadena COPE, que es convertiria també en revista, arribant a publicar tres números, i del qual va sorgir amb el seu impuls el Manifiesto Canción del Sur en 1969 que va fundar al costat de Carlos Cano i Antonio Mata.
Va dirigir uns anys les pàgines culturals del diari Patria de Granada, i va redactar nombrosos articles publicats en el diari granadí Ideal, així com en altres periòdics i revistes de tirada nacional. Va ser fundador de la revista contra-cultural El Despeñaperro andaluz, i va escriure, sense signar-los, guions per a destacades figures de ràdio i televisió.
En 1986 va fundar el Museu Casa Natal de Federico García Lorca a Fuente Vaqueros, institució que va dirigir fins a 2006. Des de 2006, va ser acadèmic numerari de l'Academia de Buenas Letras de Granada.

## Obra
- Las aventuras de los (1971).
- Christian Dios en cada rincón de mi cuerpo, (libro de las monjas) (1982).
- Juegos reunidos,(memoria 1967-2007 y pico) (2009).
- Y lo que quea por cantar (1980).
- Una noche en la vida de Quintero, León y Quiroga (1976) (2006).
- La poesía más revoltosa: desde Dadá a Granada.
- Granada en lienzo de plata (2006). Discurso de entrada en la Academia de Buenas Letras de Granada.
- Parole, parole (2011).

A més té publicats molts textos en obres col·lectives, i en publicacions del Patronat Cultural Federico García Lorca sobri Rafael Alberti, Nicolás Guillén i el propi Federico. Molts altres romanen inèdits. També va compondre lletres flamenques considerades anònimes pels qui les canten, i temes per a discos de cantautors com Enrique Moratalla i Enric Hernàez. Va pronunciar conferències a universitats i altres centres culturals d'Espanya i altres països.

## Distincions
- Premi Ondas (1982) pel programa de ràdio Poesia 70.
- Medalla d'honor, de la Real Academia de Bellas Artes de Granada.
- Medalla P de l'Academia de Buenas Letras de Granada.